# Jerzy Feliks Szymański
Jerzy Feliks Szymański vel Jan Konarski (w ZWZ-AK) vel Jean Sandor, krypt. Dr Borkowski, pseud.: Boga, Łom, Konarski, TW „Pucz”, TW „Bober” (ur. 27 września 1909 we Włocławku lub w Chocimiu, zm. 21 lutego 1995 w Londynie) – oficer Wojska Polskiego, Polskich Sił Zbrojnych na Zachodzie i Armii Krajowej, podpułkownik dyplomowany kawalerii, cichociemny.

## Życiorys
Zdał maturę w Warszawie w 1926 roku. Później, do 1929 roku studiował historię kultur na Wydziale Filozoficznym Uniwersytetu w Bukareszcie. Studiów nie ukończył. Wrócił do Polski na przełomie 1929/1930. Należał do Związku Niezależnej Młodzieży Socjalistycznej. W 1930 został przyjęty do Szkoły Podchorążych Kawalerii w Grudziądzu. 7 sierpnia 1932 roku Prezydent RP Ignacy Mościcki mianował go podporucznikiem ze starszeństwem z 15 sierpnia 1932 roku i 48. lokatą w korpusie oficerów kawalerii, a Minister Spraw Wojskowych wcielił do 4 pułku strzelców konnych w Płocku na stanowisko dowódcy plutonu. Później został przeniesiony do 6 pułku ułanów w Stanisławowie. W marcu 1939 pełnił w nim służbę na stanowisku dowódcy plutonu przeciwpancernego. Następnie został oddany do dyspozycji szefa Oddziału II Sztabu Głównego.
We wrześniu 1939 roku służył w 1 pułku strzelców konnych (od 6 września), następnie (od 14 września) w Grupie Kawalerii płk. Tadeusza Komorowskiego z Garwolina w składzie Kombinowanej Brygady Kawalerii. Brał udział w bitwie pod Tomaszowem Lubelskim, w czasie której był 25 września kontuzjowany i dostał się do niewoli niemieckiej. Po ucieczce przekroczył 14 października granicę polsko-węgierską i w listopadzie dotarł do Francji. Spotkał się w Paryżu z gen. Władysławem Sikorskim i od tego momentu wielokrotnie był wysyłany do Polski w charakterze emisariusza Naczelnego Wodza. W okresie listopad 1939 roku – marzec 1940 roku był w Polsce 3 razy. W drodze powrotnej przywoził pocztę do Paryża m.in. od gen. Stefana Roweckiego. 19 grudnia 1939 roku został zaprzysiężony w Komendzie Głównej ZWZ w Paryżu. Pracował w komórce łącznikowej w Paryżu i w biurze gen. Kazimierza Sosnkowskiego.
W czerwcu 1940 roku po klęsce Francji przedostał się do Wielkiej Brytanii, gdzie pracował w komórce planowania Oddziału III Sztabu Naczelnego Wodza. Był inicjatorem i organizatorem stworzenia ośrodka szkolenia cichociemnych w Briggens, a następnie w Audley End. Opracowywał instrukcje dla cichociemnych i uczył ich m.in. na kursie OKDAW (polska szkoła wywiadu pod kamuflażem Oficerskiego Kursu Doskonalącego Administracji Wojskowej). Od 5 grudnia 1942 roku został skierowany na stanowisko zastępcy (i p.o.) szefa bazy Naczelnego Wodza „Alex” w Kairze. Prowadził nabór na cichociemnych, podróżował m.in. do Iraku, rozmawiał m.in. z gen. Władysławem Andersem. 20 lutego 1943 roku wrócił do Szkocji. Po ukończeniu kursu Wyższej Szkoły Wojennej (III Kurs Wojenny) mianowany oficerem dyplomowanym.
Został przerzucony do Głównej Bazy Przerzutowej w Brindisi we Włoszech. Zrzutu dokonano w nocy z 16 na 17 kwietnia 1944 roku w ramach operacji „Weller 15” dowodzonej przez kpt. naw. Władysława Krywdę. Ekipa została zrzucona na placówkę odbiorczą „Obraz” 12 km na południowy wschód od Tłuszcza. Przy lądowaniu złamał nogę. Pozostawał w dyspozycji dowódcy AK gen. Komorowskiego i delegata rządu Jana Stanisława Jankowskiego. Od 1 czerwca 1944 roku był szefem Referatu Generalna Gubernia „Arkadiusz” Wydziału Wywiadu Ofensywnego Oddziału II Informacyjno-Wywiadowczego sztabu Komendy Głównej AK. W drugiej połowie lipca 1944 roku został mianowany szefem sztabu planowanej organizacji NIE, mającej działać na terenach zajętych przez Armię Czerwoną.
W czasie powstania warszawskiego współorganizował dowództwo Podobwodu Śródmieście Południowe. Walczył w nim jako oficer operacyjny, a od 28 sierpnia był zastępcą i szefem sztabu Podobwodu „Sławbor”. Po upadku powstania wyszedł z Warszawy z ludnością cywilną. Przebywał kolejno w obozach w Ożarowie, Stalagu w Lamsdorf, Oflagu II C Woldenberg (należał tam do konspiracji obozowej). Po pobycie w kolejnych kilku oflagach 30 stycznia uciekł, jednak już 1 lutego został złapany. Trafił do małego obozu Lichterfelde koło Berlina, skąd 10 marca uciekł w czasie bombardowania. 22 kwietnia 1945 roku zameldował się w Poselstwie RP w Sztokholmie. 2 maja zameldował się w Oddziale VI Sztabu Naczelnego Wodza.
Został inspektorem w Szefostwie Służby Opieki nad Żołnierzami Sztabu Naczelnego Wodza. Nieoficjalnie współorganizował nową partię „Niepodległość i Demokracja” (NiD). Pracował w PKPR na stanowisku doradczo-łącznikowym przy Inspektorze Generalnym PKPR. Podał się do dymisji 1 czerwca 1951 roku.
Mieszkał w Londynie. Pracował w fabryce szklanych kontenerów, a od 1960 roku w Société Générale de Haute Katanga jako kierownik transportu. Później przewoził pieniądze w firmie ochroniarskiej Securicor. Od 1966 roku był zatrudniony w Fundacji „Veritas”, a od 1968 roku – w „Guardian-Royal Exchange”.
Według dokumentów IPN w 1971 roku został zwerbowany przez Wydział X Departamentu I MSW, w 1976 roku został przejęty przez Wydział XI tego Departamentu. Przekazywał systematycznie wartościowe informacje dotyczące m.in. antypolskiej działalności emigracji londyńskiej, powiązań między emigracją a „opozycją” w kraju oraz programu i koncepcji działania grup „opozycyjnych” w Polsce. Za przekazywane informacje był wynagradzany w wysokości 100 funtów miesięcznie – plus zwrot wydatków na realizację zadań. Współpraca ta trwała do 1983 roku, a prawdopodobnie także do 1989 roku.
W 2017 ukazała się książka pt. Losy skoczka autorstwa Jerzego Feliksa Szymańskiego.

## Awanse
- podporucznik – 7 sierpnia 1932 roku ze starszeństwem z 15 sierpnia 1932 roku i 48 lokatą w korpusie oficerów kawalerii[1]
- porucznik – ze starszeństwem z dniem 19 marca 1938 roku i 1. lokatą w korpusie oficerów kawalerii[2]
- rotmistrz – 3 maja 1940 roku
- major – ze starszeństwem z dniem 17 kwietnia 1944 roku
- podpułkownik – 10 stycznia 1951 roku.

## Ordery i odznaczenia
- Krzyż Srebrny Orderu Wojennego Virtuti Militari
- Krzyż Walecznych – trzykrotnie
- Złoty Krzyż Zasługi z Mieczami
- Złoty Krzyż Zasługi (1988)[12]

## Życie rodzinne
Był synem Feliksa Jerzego, inżyniera, i Anny z domu Różyckiej. W 1940 roku ożenił się z Bogną Łomowską (1919–1983), posługującą się nazwiskiem Seymour-Szymańska. Mieli córkę Marzenę Seymour (1941–1973).